# Fachgewerkschaft
Eine Fachgewerkschaft oder Spartengewerkschaft ist eine Gewerkschaft, die sich ausschließlich für eine bestimmte Berufsgruppe zuständig fühlt. In der Regel decken Gewerkschaften sonst alle Berufsgruppen in bestimmten Branchen ab (Branchenprinzip). Manche Fachgewerkschaften vertreten Funktionseliten.
Beispiele:
- Marburger Bund (Ärzte)
- Gewerkschaft der Flugsicherung (Alle Mitarbeiter der Deutschen Flugsicherung DFS)
- Vereinigung Cockpit (Piloten)
- Unabhängige Flugbegleiter Organisation
- Vereinigung der Vertragsfußballspieler
- Bund Deutscher Forstleute
- Deutsche Orchestervereinigung e. V. (Berufsmusiker)
- Gewerkschaft der Gewerkschaftsbeschäftigten (GdG)
- Gewerkschaft Deutscher Lokomotivführer (GDL) (mit dem Öffnungsbeschluss von 2020 keine Spartengewerkschaft mehr)
- Gewerkschaft der Sozialversicherung
- Gewerkschaft Transport & Logistik
- Verband Deutscher Straßenwärter